# Nikon F

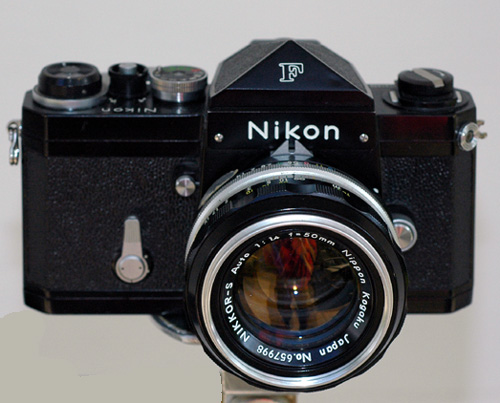
Nikon F.

La cámara Nikon F, comercializada en abril de 1959, fue la primera cámara SLR de Nikon. Fue una de las cámaras más avanzadas de su época. A pesar de que muchos de los conceptos ya habían sido implementados, fue revolucionaria al combinarlos todos en una sola cámara. Fue fabricada hasta octubre de 1973 y reemplazada por la muy similar Nikon F2. Algunos aspectos de su diseño permanecieron en todos los modelos posteriores de cámaras SLR de Nikon, incluyendo los modelos actuales Nikon F6 de película y Nikon D6 digital (los cuales comparten la montura Nikon F para los objetivos). La "F" en Nikon F fue elegida por Nippon Kogaku tomando la letra F en 'Reflex'. Esta tradición fue mantenida en todos los modelos de cámaras Nikon de gama alta hasta la introducción de las cámaras Nikon D1 (digitales) décadas más tarde.

## Historia

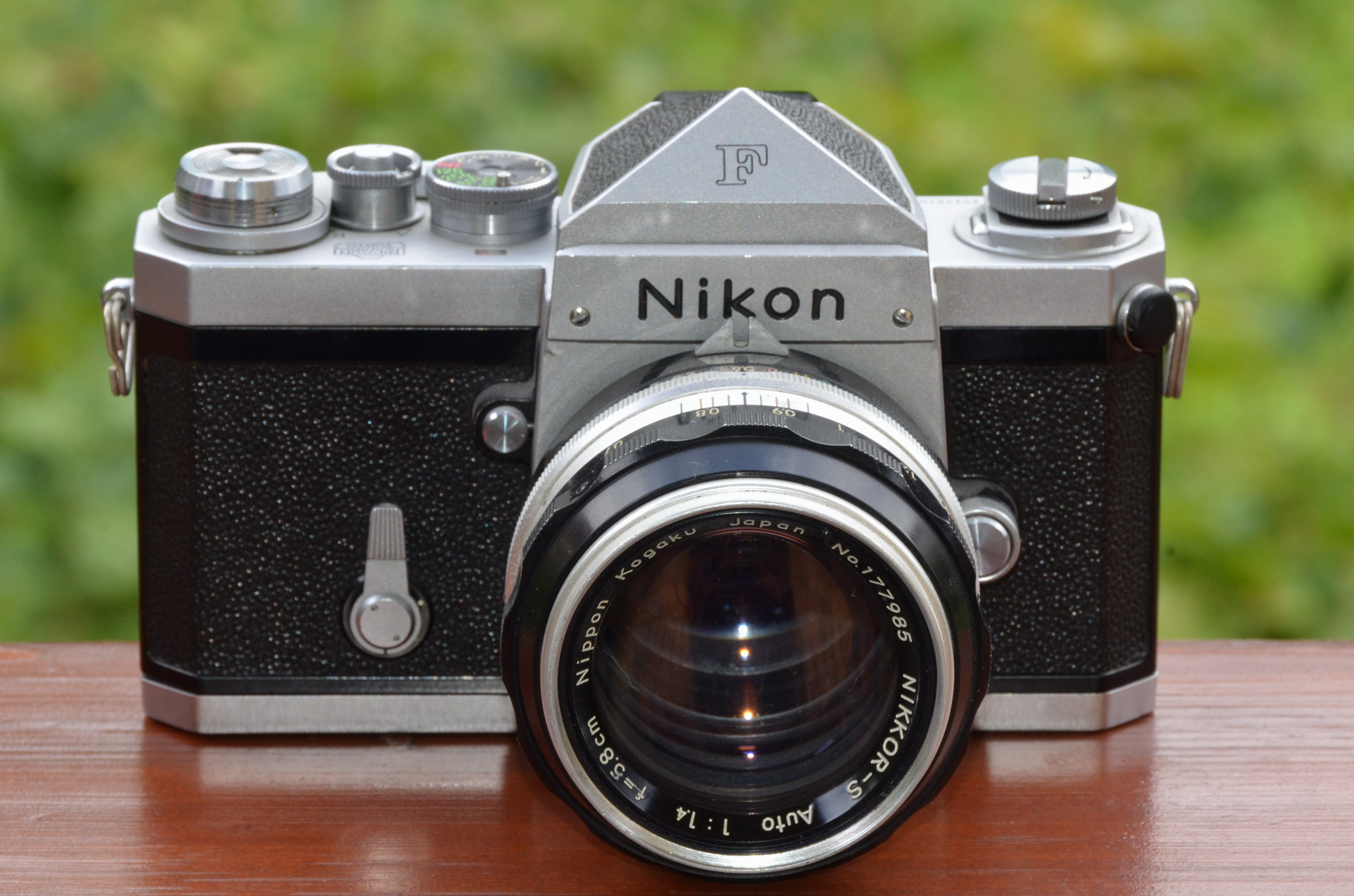
Cámara SLR profesional Nikon F con uno de los primeros NIKKOR-S Auto 1:1,4 f= 5,8 cm (1959).

La Nikon F fue un enorme éxito y mostró la superioridad de las SLR y de los fabricantes de cámaras japoneses. Fue el primer sistema SLR en ser adoptado y usado seriamente por la mayoría de los fotógrafos profesionales, especialmente aquellos que cubrían la guerra de Vietnam, y por aquellos nuevos fotógrafos que usaron la Nikon motorizada, con adaptador para 250 exposiciones, para fotografiar los lanzamientos de las cápsulas de los proyectos del programa espacial Mercury, Gemini y Apolo en la década de 1960. Después de la introducción de la Nikon F las cámaras telemétricas (las que tienen el obturador en el plano focal) más caras se volvieron menos atractivas. Originalmente tenían un precio de venta de US$186 con objetivo de 50mm f/2; en noviembre de 1963 el precio en Estados Unidos era de $233 para el cuerpo con un prisma estándar más $90 para el objetivo de 50 mm f/2 o $155 para el objetivo de 50 mm f/1,4.
El éxito de la Nikon F fue la combinación del diseño de varios elementos. Tenía pantallas de enfoque y prismas intercambiables; la cámara tenía un botón para previsualizar la profundidad de campo; el espejo tenía la capacidad de bloquearse en su posición superior; tenía un montaje de bayoneta grande y un botón para liberar el objetivo también grande; una palanca de trinquete de avance de la película de un solo golpe; obturador de plano focal hecho con una lámina de titanio; varios tipos de sincronización de flash; una palanca de rebobinado rápido; conjunto trasero completamente removible. Estaba bien hecha, era durable y mantuvo el esquema del exitoso diseño de las cámaras telemétricas de Nikon.

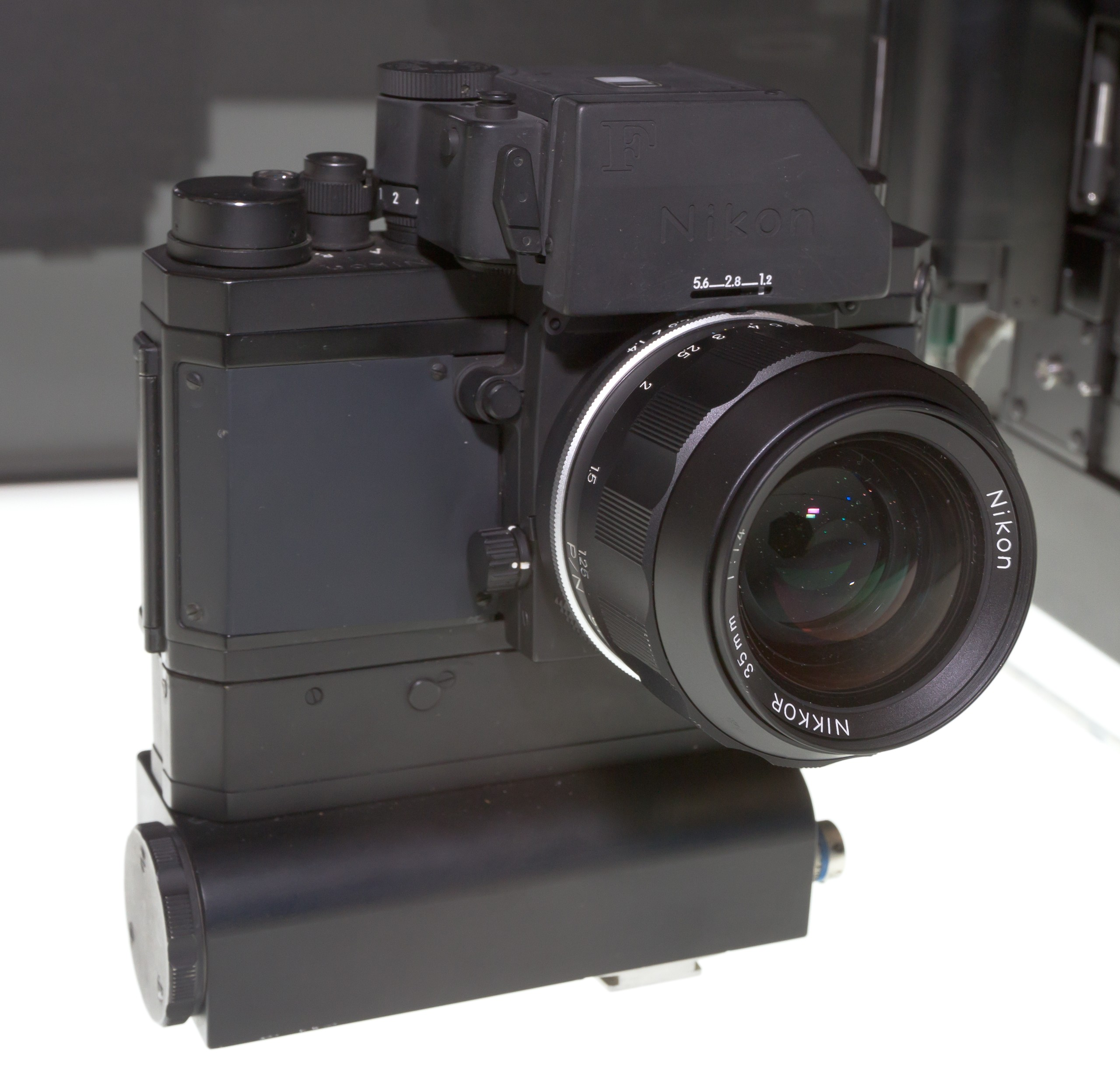
Una Nikon F del Apolo 15 (NASA) con un prisma FTn Photomic y motor de avance, utilizable en actividades extravehiculares. La primera SLR de 35 mm en orbitar la Luna.

Varias de estas características fueron introducidas primero por otros fabricantes:
- 1925: La primera cámara de 35 mm de fotograma completo, la Leica de Oskar Barnack.
- 1936: La primera cámara SLR de 35 mm con objetivos intercambiables por montaje bayoneta, Kine Exakta.
- 1949: La primera cámara con un visor de pentaprisma, la Contax S.
- 1950: La primera cámara SLR con visor y pantalla de enfoque intercambiable, la Exakta Varex.
- 1954: La primera cámara con espejo de retorno instantáneo, Asahiflex IIb.
- 1956: La primera cámara SLR con un liberador de diafragma automático activado internamente, la Contax F.

La Nikon F también introdujo la parte trasera intercambiable y un visor que mostraba el 100% de la imagen. El motor para avanzar la película, el F36 (36 exposiciones) o F250 (250 exposiciones), estaban disponibles, pero requerían cambiar la parte superior del cuerpo. El F36 no era muy diferente del motor usado en la cámara SP.
La Nikon F evolucionó de una cámara telemétrica, la Nikon SP. En el modelo de prueba, basado en el cuerpo de la Nikon SP, la caja del espejo estaba insertada en la parte central. Sólo los tres componentes principales, la caja del espejo, el pentaprisma y el montaje de bayoneta, eran de desarrollo completamente nuevo, y los otros componentes eran virtualmente idénticos a los de la SP/S3.
En lugar de la montura a rosca M42 usada por Pentax y otros fabricantes de cámaras, Nikon introdujo el sistema montura F de tres uñas, a bayoneta, el cual aún se utiliza hoy en día, con varias modificaciones. El obturador de plano focal tiene cortinas de aluminio y titanio, y fue calificado para 100.000 disparos. En esa época, las otras cámaras SLR tenían cortinas de tela, las cuales tienen la desventaja de que es posible que se produzca un agujero con la luz del sol cuando el espejo está en posición superior.
La F era también un sistema de cámara modular, con varias partes intercambiables, como el visor o pentaprisma, la pantalla de enfoque, el soporte trasero especial de 35mm para 250 exposiciones y el soporte trasero Speed Magny (dos modelos: uno que usaba el pack de película tipo Polaroid 100 (ahora 600); y el otro Speed Magny que estaba diseñado para accesorios de películas 4x5, incluyendo el soporte instantáneo 4x5 de Polaroid). Estos podían ser colocados y removidos, permitiendo a la cámara adaptarse para casi cualquier trabajo en particular. Fue la primera cámara en ofrecer un avance del rollo motorizado exitoso, en contraste con el avance del carrete manual. Podía tomar hasta cuatro fotografías por segundo con el espejo bloqueado, o hasta tres fotos por segundo manteniendo el uso del visor reflex.
Al contrario que otros sistemas de 35 mm, la Nikon F tenía un amplio rango de objetivos, cubriendo distancias focales desde 21 mm hasta 1000 mm en 1962. Nikon fue uno de los primeros fabricantes en introducir lo que ahora conocemos como 'objetivos reflectores', objetivos con diseño de sistema catadióptrico, el cual permite plegar el camino de la luz y crear de esa manera objetivos más compactos que con los diseños de telefotos convencionales. Los modelos posteriores de Nikon de alta gama de la serie F llegaron al modelo F6 (aunque esta cámara tiene un pentaprisma fijo; la primera y última SLR profesional de Nikon en tenerlo). Con la introducción y las continuas mejoras en fotografía digital, la Nikon F6 fue el último buque insignia de la línea F de cámaras SLR de película.
La Nikon F revolucionó el mercado fotográfico, quitándole brillo a los fabricantes alemanes Leica y Zeiss. La F también tenía la reputación de ser extremadamente resistente a daños o fallas mecánicas. Llegó a ser conocida como "el disco de hockey". Muchos fotógrafos profesionales, especialmente los reporteros, comenzaron a utilizar el sistema de cámara F. En algunos mercados limitados, la cámara se vendió como "Nikkor F" debido a conflictos con las marcas registradas. En Alemania, por ejemplo, con referencia a la bien establecida línea de cámaras Zeiss Ikon, se decía que el nombre "Nikon" era muy similar al de su producto, y Nikon fue obligada a no usar su marca en esa zona. Las cámaras con la marca "Nikkor" son muy apreciadas por los coleccionistas de hoy.

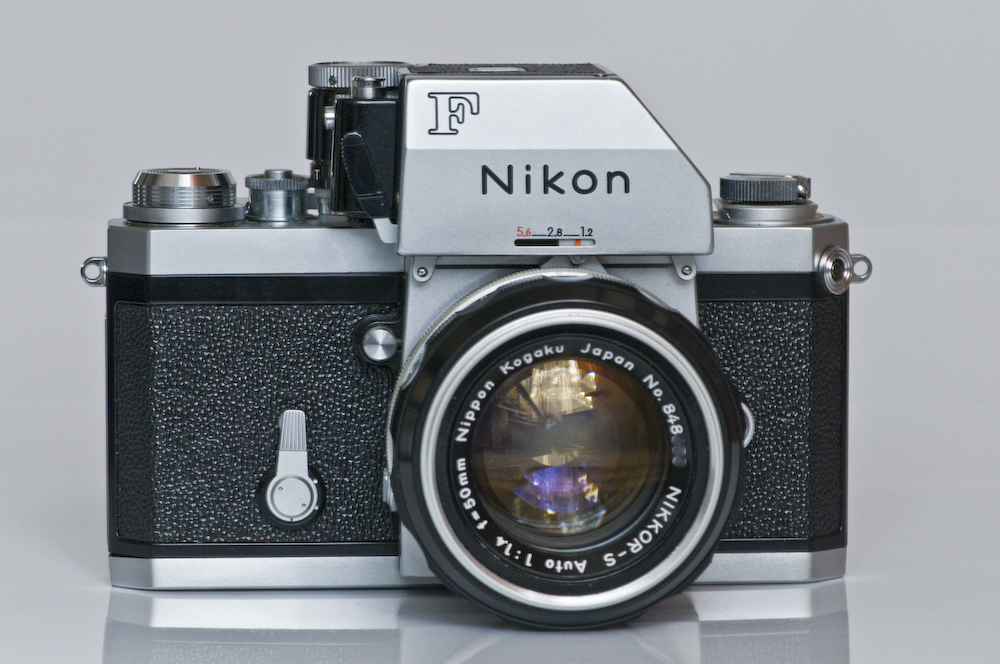
Cámara y visor Photomic FTn de Nikon.

El primer visor Nikon F Photomic, comercializado desde 1962, tenía una fotocelda independiente. Entonces Nikon presentó el Photomic T (reemplazado por el Photomic Tn), el cual realizaba las medidas a través del objetivo. El último prisma con medición para la Nikon F, el Photomic FTn, introducido en 1968, proveía un TTL balanceado al centro del 60%, el cual se convirtió en el esquema de medición estándar para las cámaras Nikon en las décadas siguientes. Visores adicionales incluyen un visor de nivel de cintura, un visor con seis aumentos y un "visor de acción", con un área de visión más grande, y la capacidad de ver todo el cuadro mientras se usan gafas y/o un casco.
Una crítica que se le hacía a la Nikon F era que la placa y la parte trasera eran una sola pieza y debían removerse para recargar la cámara. Aun así, la cámara era el pilar de los fotógrafos de prensa profesionales que deseaban una SLR de 35 mm. Cámaras Nikon FTn especialmente modificadas fueron usadas en la órbita lunar de las misiones Apolo J.
La Nikon F fue reemplazada en 1972 por la serie Nikon F2 después de una producción total de 862.600 cuerpos. Subsecuentemente las cámaras F "de-un-dígito" continuaron como la línea de alta gama de cámaras SLR de película profesionales de Nikon, hasta la Nikon F6 introducida en 2004. El nombre del sistema cambió para las SLR digitales, comenzando con la Nikon D1 en 1999, pero las DSLR de Nikon continúan usando la montura de objetivo F introducida en 1959.

## Galería

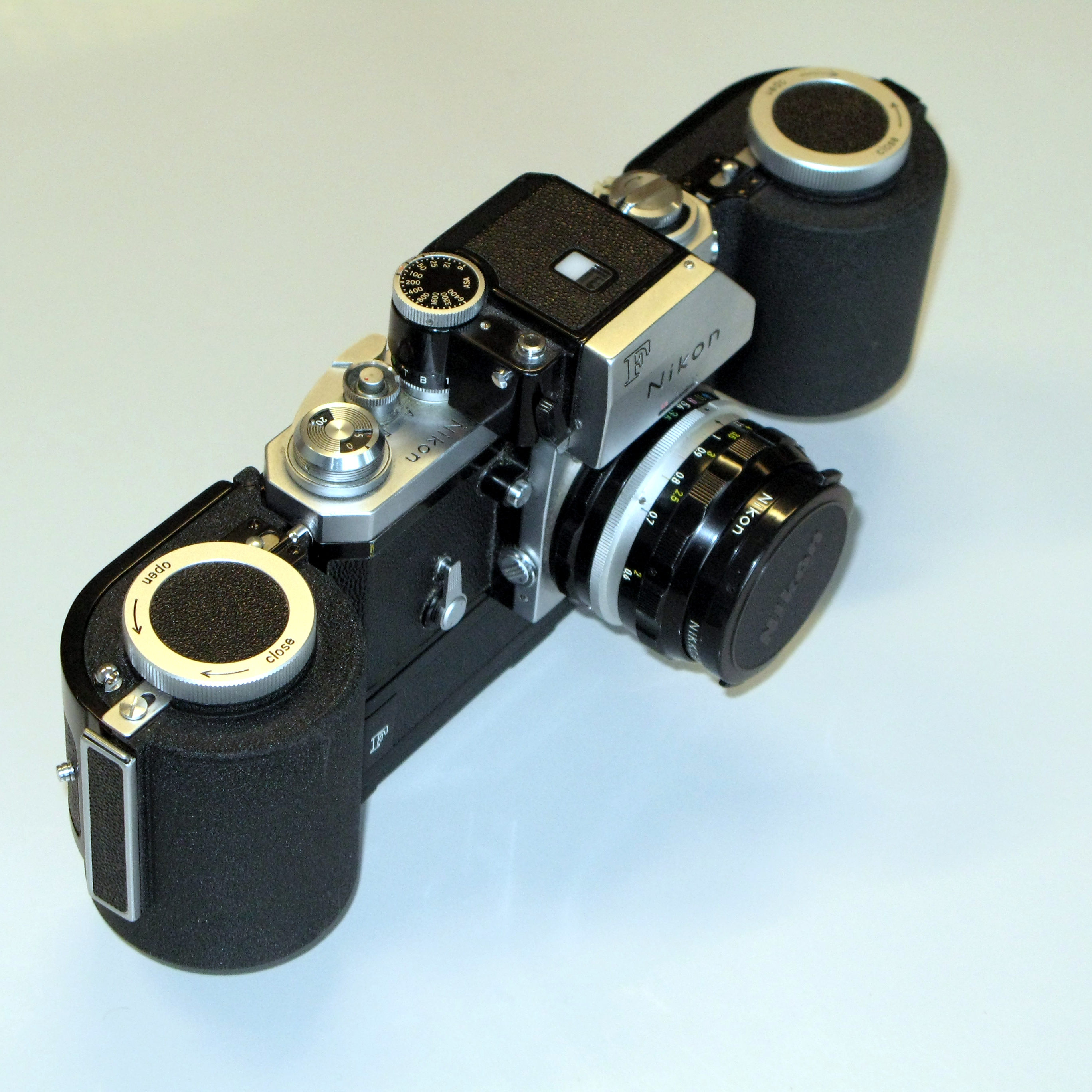
Soporte de alta capacidad para película de 10 metros con motor de avance F250.
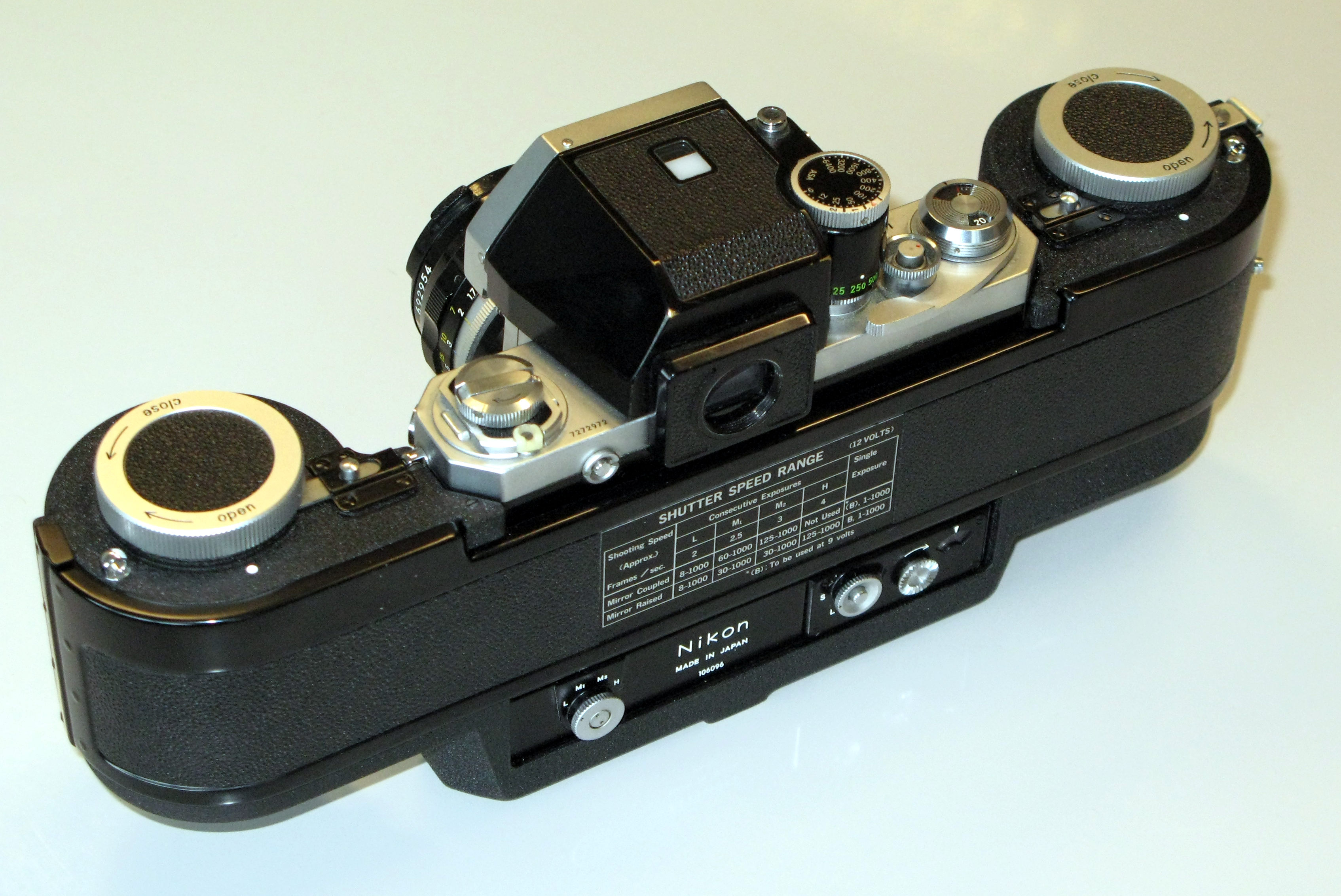
Motor de avance F250, vista trasera.
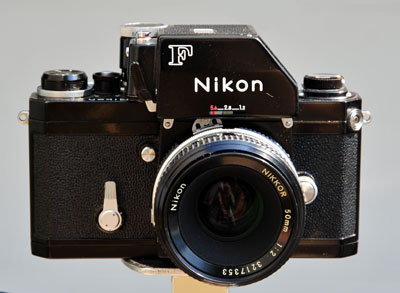
Nikon FTN prisma intercambiable photomic TTL.
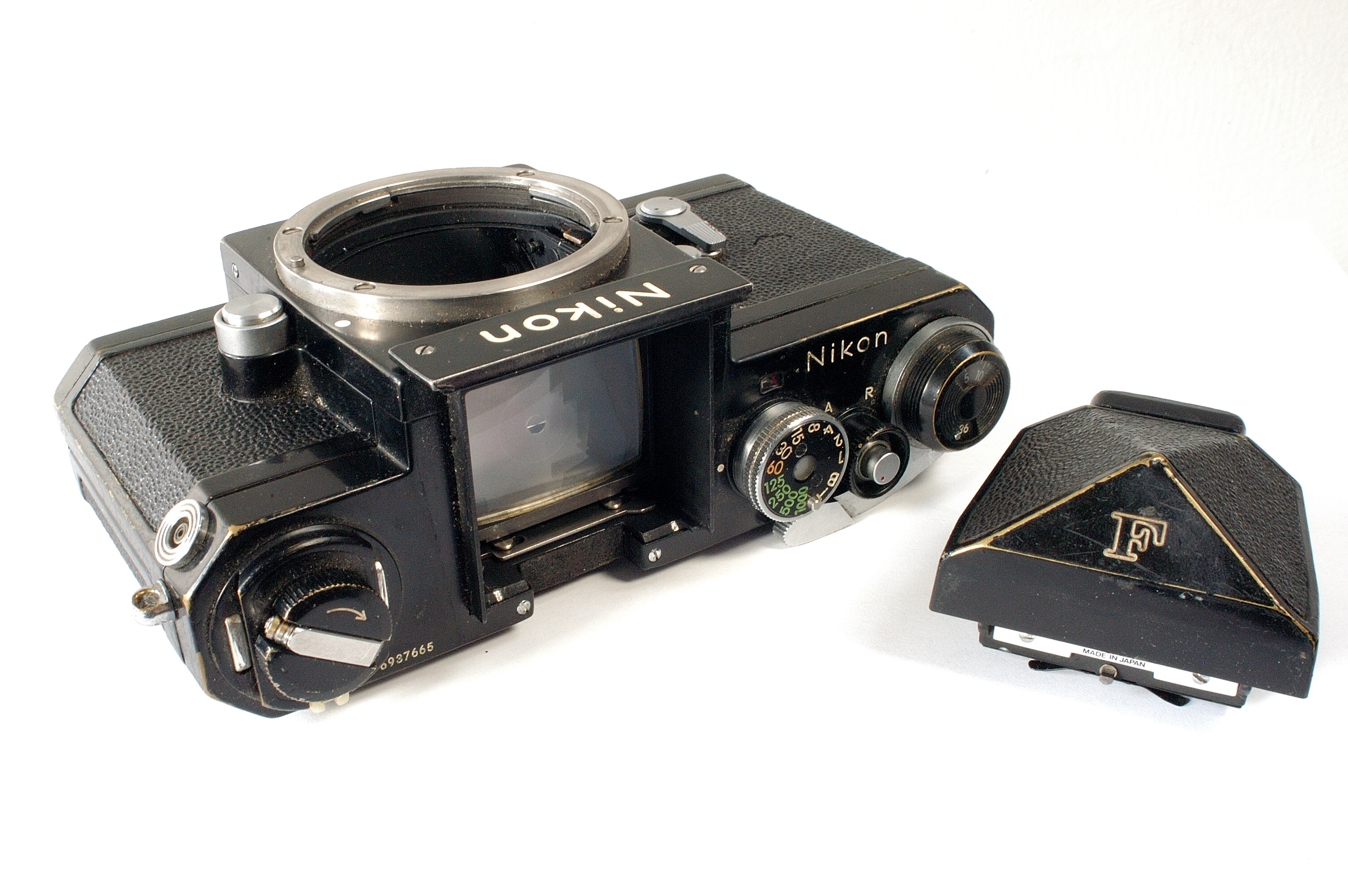
Un cuerpo Nikon F con el pentaprisma del visor desmontado, mostrando la pantalla de enfoque.
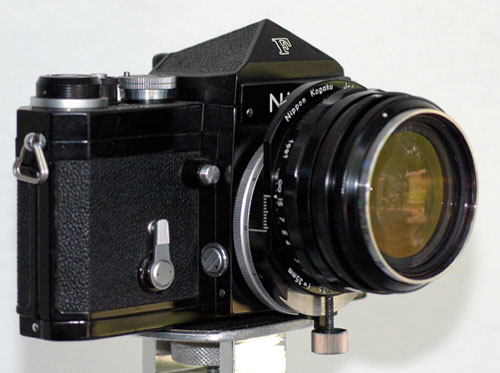
El primer lente de control de perspectiva de 35mm fue introducido en 1961 para la Nikon F.
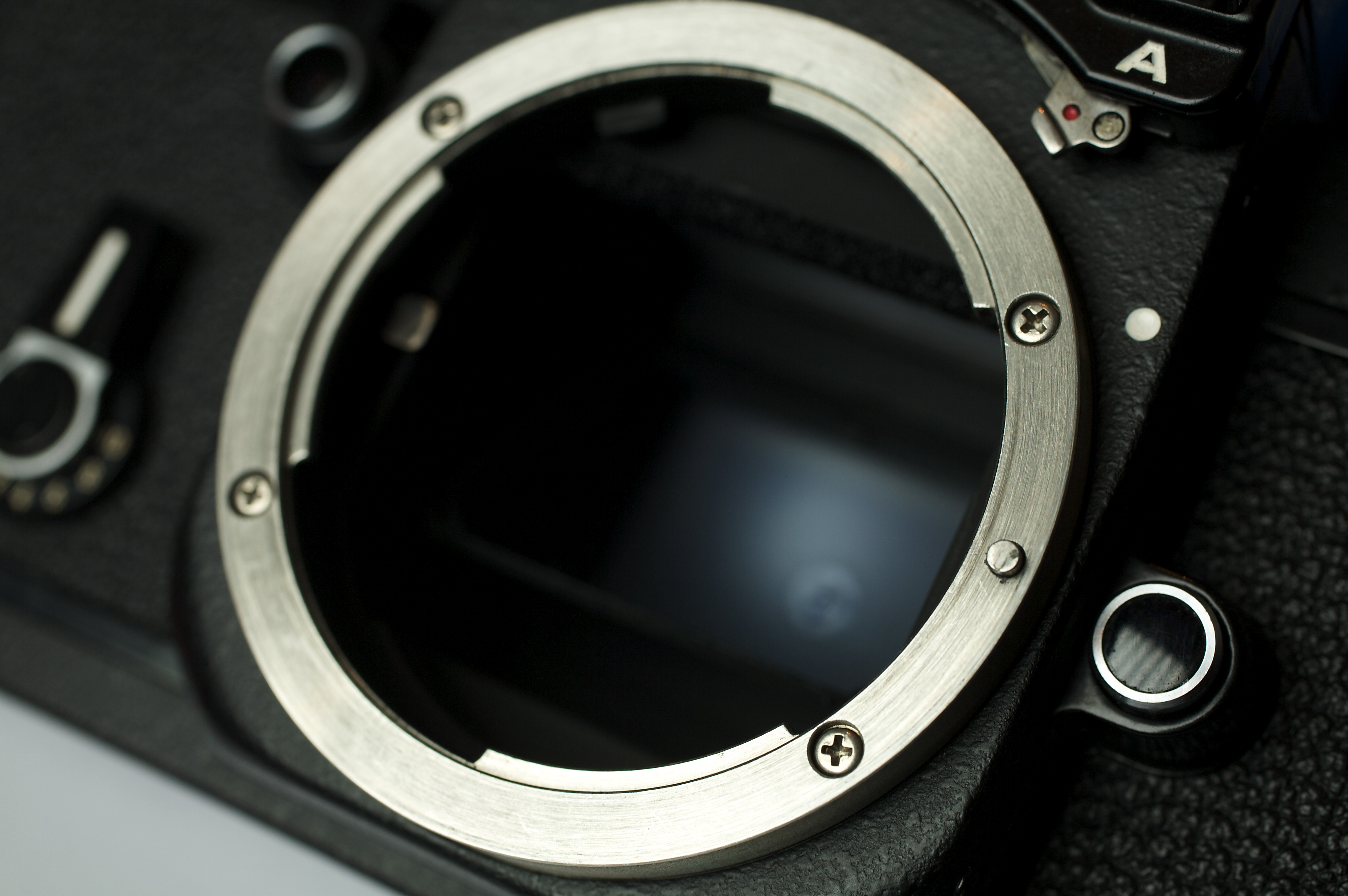
La montura de bayoneta Nikon F.